# Wereldbeker schaatsen 1986/1987
De wereldbeker schaatsen 1986/1987 was een internationale schaatscompetitie verspreid over het schaatsseizoen 1986–1987. Het was de tweede editie van de World Cup die bestaat uit een aantal schaatswedstrijden op verschillende afstanden die gedurende de winterperiode worden gehouden op verschillende schaatsbanen. Per worldcupwedstrijd kan een schaatser punten verdienen en aan het eind van de cyclus is de winnaar die schaatser die in het eindklassement bovenaan staat.

## Kalender
| Plaats                     | Datum                  | 500m     | 1000m | 1500m | 3km/5km | 5km/10km |
| -------------------------- | ---------------------- | -------- | ----- | ----- | ------- | -------- |
| Berlijn (Horst-Dohm)       | 29–30 november 1986    | 2x       | 2x    |       |         |          |
| Heerenveen                 | 29–30 november 1986    |          |       | 1x    | 1x      |          |
| Berlijn (Hohenschönhausen) | 6–7 december 1986      |          |       | 1x    | 1x      |          |
| Assen                      | 6–7 december 1986      | 2x       | 2x    |       |         |          |
| Davos                      | 10–11 januari 1987*    | 1x       |       | 1x    |         |          |
| Baselga di Pinè            | 10 januari 1987**      | 1x       | 1x    |       |         |          |
| Innsbruck                  | 11 januari 1987**      |          |       | 1x    | 1x      |          |
| Davos                      | 17–18 januari 1987**   | 1x       | 1x    | 1x    | 1x      |          |
| Lake Placid                | 24–25 januari 1987     | 1x       | 1x    | 1x*   | 1x*     |          |
| Helsinki                   | 28 feb.–1 maart 1987*  | 1x       | 1x    | 1x    | 1x      |          |
| Hamar                      | 28 feb.–1 maart 1987** | 1x       | 1x    | 1x    | 1x      |          |
| Östersund                  | 4–5 maart 1987**       | 1x       | 1x    | 1x    | 1x      |          |
| Skien                      | 4 maart 1987*          | 1x       |       | 1x    |         |          |
| Larvik                     | 5 maart 1987*          |          | 1x    |       | 1x      |          |
| Inzell                     | 12–15 maart 1987       | 2x** 1x* | 1x    | 1x    | 1x      | 1x       |

* Alleen voor vrouwen
** Alleen voor mannen

## Eindklassementen mannen

### 500 meter
Eindstand na elf wedstrijden.
| Positie | Schaatser         | Punten |
| ------- | ----------------- | ------ |
| Goud    | Nick Thometz      | 222    |
| Zilver  | Akira Kuroiwa     | 196    |
| Brons   | Dan Jansen        | 155    |
| 4       | Jan Ykema         | 123    |
| 5       | Frode Rønning     | 120    |
| 6       | Uwe-Jens Mey      | 108    |
| 7       | Sergej Fokitsjev  | 100    |
| 8       | Guy Thibault      | 88     |
| 9       | Vitali Makovetski | 78     |
| 10      | Geert Kuiper      | 74     |

### 1000 meter
Eindstand na tien wedstrijden.
| Positie | Schaatser        | Punten |
| ------- | ---------------- | ------ |
| Goud    | Nick Thometz     | 184    |
| Zilver  | Akira Kuroiwa    | 162    |
| Brons   | Dan Jansen       | 130    |
| 4       | Uwe Streb        | 114    |
| 5       | Erik Henriksen   | 109    |
| 6       | Gaétan Boucher   | 104    |
| 7       | Jan Ykema        | 81     |
| 8       | Guy Thibault     | 78     |
| 9       | Uwe-Jens Mey     | 71     |
| 10      | Igor Zjelezovski | 70     |

### 1500 meter
Eindstand na zeven wedstrijden.
| Positie | Schaatser          | Punten |
| ------- | ------------------ | ------ |
| Goud    | Hans Magnusson     | 122    |
| Zilver  | Michael Hadschieff | 121    |
| Brons   | Hein Vergeer       | 117    |
| 4       | Rolf Falk-Larssen  | 108    |
| 5       | Bjørn Arne Nyland  | 80     |
| 6       | Dave Silk          | 77     |
| 7       | Joakim Karlberg    | 74     |
| 8       | Markus Tröger      | 70     |
| 9       | Hansjörg Baltes    | 69     |
| 10      | Oleg Bozjev        | 54     |
| 10      | Leo Visser         | 54     |

### 5000 & 10.000 meter
Eindstand na acht wedstrijden (zeven keer 5km en één keer 10km).
| Positie | Schaatser          | Punten |
| ------- | ------------------ | ------ |
| Goud    | Geir Karlstad      | 172    |
| Zilver  | Michael Hadschieff | 143    |
| Brons   | Leo Visser         | 131    |
| 4       | Christian Eminger  | 113    |
| 5       | Per Bengtsson      | 101    |
| 6       | Dave Silk          | 95     |
| 7       | Gerard Kemkers     | 92     |
| 8       | Joakim Karlberg    | 84     |
| 9       | Pertti Niittylä    | 70     |
| 10      | Rolf Falk-Larssen  | 69     |

## Eindklassementen vrouwen

### 500 meter
Eindstand na negen wedstrijden
| Positie | Schaatsster              | Punten |
| ------- | ------------------------ | ------ |
| Goud    | Bonnie Blair             | 175    |
| Zilver  | Ingrid Haringa           | 133    |
| Brons   | Edel Therese Høiseth     | 123    |
| 4       | Christine Aaftink        | 115    |
| 5       | Karin Kania-Enke         | 106    |
| 6       | Shelley Rhead-Skarvan    | 90     |
| 7       | Emese Hunyady            | 80     |
| 8       | Katie Class              | 75     |
| 9       | Irina Koelesjova-Kovrova | 71     |
| 10      | Natalie Grenier          | 67     |

### 1000 meter
Eindstand na acht wedstrijden.
| Positie | Schaatsster           | Punten |
| ------- | --------------------- | ------ |
| Goud    | Bonnie Blair          | 147    |
| Zilver  | Ingrid Haringa        | 106    |
| Brons   | Christine Aaftink     | 103    |
| 4       | Emese Hunyady         | 95     |
| 5       | Edel Therese Høiseth  | 91     |
| 6       | Natalie Grenier       | 84     |
| 7       | Erwina Ryś-Ferens     | 80     |
| 8       | Karin Kania-Enke      | 75     |
| 9       | Shelley Rhead-Skarvan | 62     |
| 10      | Heike Pöhland         | 60     |

### 1500 meter
Eindstand na zeven wedstrijden.
| Positie | Schaatsster               | Punten |
| ------- | ------------------------- | ------ |
| Goud    | Yvonne van Gennip         | 118    |
| Zilver  | Marieke Stam              | 102    |
| Brons   | Leslie Bader              | 93     |
| Brons   | Katie Class               | 93     |
| 5       | Bonnie Blair              | 80     |
| 6       | Natalie Grenier           | 79     |
| 6       | Karin Kania-Enke          | 79     |
| 8       | Andrea Ehrig-Mitscherlich | 69     |
| 9       | Petra Moolhuizen          | 68     |
| 10      | Jacqueline Börner         | 54     |

### 3000 & 5000 meter
Eindstand na zeven wedstrijden (zes keer 3km en één keer 5km).
| Positie | Schaatsster           | Punten |
| ------- | --------------------- | ------ |
| Goud    | Yvonne van Gennip     | 142    |
| Zilver  | Marieke Stam          | 118    |
| Brons   | Petra Moolhuizen      | 101    |
| 4       | Leslie Bader          | 83     |
| 5       | Elena Belci-Dal Farra | 81     |
| 6       | Katie Class           | 79     |
| 7       | Natalie Grenier       | 75     |
| 8       | Angelika Haßmann      | 70     |
| 9       | Ariane Loignon        | 54     |
| 10      | Minna Nystedt         | 50     |
| 10      | Ingrid Paul           | 50     |

1985/1986 · 
1986/1987 · 
1987/1988 · 
1988/1989 · 
1989/1990 · 
1990/1991 · 
1991/1992 · 
1992/1993 · 
1993/1994 · 
1994/1995 · 
1995/1996 · 
1996/1997 · 
1997/1998 · 
1998/1999 · 
1999/2000 · 
2000/2001 · 
2001/2002 · 
2002/2003 · 
2003/2004 · 
2004/2005 · 
2005/2006 · 
2006/2007 · 
2007/2008 · 
2008/2009 · 
2009/2010 · 
2010/2011 · 
2011/2012 · 
2012/2013 · 
2013/2014 · 
2014/2015 ·
2015/2016 ·
2016/2017 ·
2017/2018 ·
2018/2019 ·
2019/2020 ·
2020/2021 ·
2021/2022 ·
2022/2023 ·
2023/2024 ·
2024/2025